# Gomboussougou
Gomboussougou ist sowohl eine Gemeinde (französisch commune rurale) als auch ein dasselbe Gebiet umfassendes Departement im westafrikanischen Staat Burkina Faso, in der Region Centre-Sud und der Provinz Zoundwéogo. Die Gemeinde hat in 30 Dörfern und fünf Sektoren des Hauptortes 46.401 Einwohner.